# Dolná Ždaňa
Dolná Ždaňa és un poble i municipi d'Eslovàquia. Es troba a la regió de Banská Bystrica.

## Història
La primera menció escrita de la vila es remunta al 1391.

## Demografia
| Godina             | 1994 | 2004    | 2014    | 2024   |
| ------------------ | ---- | ------- | ------- | ------ |
| Nombre de persones | 597  | 678     | 888     | 878    |
| Diferència         |      | +13,56% | +30,97% | −1,12% |

| Godina             | 2023 | 2024   |
| ------------------ | ---- | ------ |
| Nombre de persones | 883  | 878    |
| Diferència         |      | −0,56% |